# رودبارک (ورامین)
رودبارک (ورامین)، روستایی از توابع بخش پیشوا شهرستان ورامین در استان تهران ایران است.

## جمعیت
این روستا در دهستان عسگریه قرار دارد و براساس سرشماری مرکز آمار ایران در سال ۱۳۸۵، جمعیت آن ۳۲۴ نفر (۷۴خانوار) بوده‌است.